# يانز ستروجير لارسن
يانز ستروجير لارسن (بالدنماركية: Jens Stryger Larsen)‏ (بالدنماركية: Jens Stryger Larsen) (و. 1991  م) هو لاعب كرة قدم، ومدرب كرة قدم، من الدنمارك، شارك في كأس العالم لكرة القدم 2018، يلعب كمُدَافِع.

## روابط خارجية
- يانز ستروجير لارسن على موقع الاتحاد الدولي (مؤرشف)  (الإنجليزية)
- يانز ستروجير لارسن على موقع الاتحاد الأوربي (الإنجليزية)
- يانز ستروجير لارسن على موقع اتحاد تركيا (لاعب) (الإنجليزية)
- يانز ستروجير لارسن على موقع قاعدة بيانات كرة القدم.إي يو (الإنجليزية)
- يانز ستروجير لارسن على موقع ناشيونال فوتبول تيمز (الإنجليزية)
- يانز ستروجير لارسن على موقع Soccerway.com (الإنجليزية)
- يانز ستروجير لارسن على موقع عالم كرة القدم.نت (الإنجليزية)
- يانز ستروجير لارسن على موقع AS.com (الإسبانية)